# Baltimore Bullet
Baltimore Bullet è un film del 1980 con James Coburn e Bruce Boxleitner.

## Trama
Nick Casey, soprannominato Baltimore Bullet, è un anziano giocatore di biliardo; Billie Joe è il suo allievo prediletto, con il quale gira le principali sale. Un giorno Casey viene a sapere che "The Deacon", un giocatore che anni prima lo aveva sconfitto a palla 8, è appena uscito di prigione ed è pronto a sfidare il vincitore di uno dei principali tornei del Nuovo Messico. Casey vuole a tutti i costi la rivincita, ma prima lui e Billie Joe dovranno procurarsi i 20.000 dollari della posta stabilita.